# Catherine Frarier
Catherine „Cathy“ Frarier (* 11. Februar 1959) ist eine ehemalige französische Freestyle-Skierin. Sie startete in allen Disziplinen und hatte ihre Stärken auf der Buckelpiste und in der Kombination. Im Weltcup gelangen ihr sieben Siege in drei Disziplinen.

## Biografie
Catherine Frarier gab am 22. Januar 1981 in Tignes ihr Debüt im Freestyle-Skiing-Weltcup. In drei Disziplinen klassierte sie sich auf Anhieb unter den besten acht, nur im Ballett blieb sie außerhalb der Punkteränge. In der folgenden Saison verbesserte sie sich mit Ausnahme der Buckelpiste in allen Disziplinen und erreichte Anfang Februar 1982 am Mont Sainte-Anne als Aerials-Dritte ihren ersten Podestplatz. Weitere Podiumsplatzierungen gelangen ihr noch im selben Winter in der Kombination. Ein Jahr später schaffte sie mit zwei fünften Plätzen in Italien ihre beiden besten Karriereergebnisse im Ballett. Außerdem gewann sie den Moguls-Europameistertitel.
Ihren mit Abstand besten Weltcup-Winter hatte Frarier 1984. Ende Januar konnte sie in Breckenridge im Springen ihren ersten Weltcupsieg feiern. Zwei weitere Siege gelangen ihr zwei Wochen später in Courchevel auf der Buckelpiste und in der Kombination. Auch die Kombination von Göstling entschied sie Ende Februar für sich. Nachdem sie in 34 Wettkämpfen nie schlechter als auf Platz neun klassiert war, musste sie sich als Zweite im Gesamtweltcup nur Conny Kissling geschlagen geben. In der Kombinationswertung belegte sie ebenso Rang zwei hinter der Schweizerin. Ab der folgenden Saison spezialisierte sich Frarier auf die Buckelpiste und erreichte dank Auftaktsieges in Tignes und vier weiteren Podestplätzen Rang drei in der Moguls-Disziplinenwertung. Nach zwei Siegen in den USA reiste sie Ende Januar 1986 als Favoritin zu den ersten Weltmeisterschaften in Tignes, kam dort aber nicht über Rang acht hinaus. In der Weltcup-Disziplinenwertung fiel die Französin im letzten Rennen noch hinter Weltmeisterin Mary Jo Tiampo zurück und musste sich der US-Amerikanerin trotz gleicher Punktezahl beugen. Danach beendete Frarier ihre Laufbahn im Leistungssport.

## Erfolge

### Weltmeisterschaften
- Tignes 1986: 8. Moguls

### Weltcupwertungen
| Saison  | Gesamt | Gesamt | Aerials | Aerials | Moguls | Moguls | Ballett | Ballett | Kombination | Kombination |
| Saison  | Platz  | Punkte | Platz   | Punkte  | Platz  | Punkte | Platz   | Punkte  | Platz       | Punkte      |
| ------- | ------ | ------ | ------- | ------- | ------ | ------ | ------- | ------- | ----------- | ----------- |
| 1981    | 24.    | 4      | 12.     | 2       | 13.    | 2      | –       | –       | –           | –           |
| 1982    | 8.     | 42     | 5.      | 23      | 18.    | 1      | 11.     | 6       | 4.          | 12          |
| 1983    | 5.     | 23     | 5.      | 30      | 12.    | 15     | 6.      | 33      | 5.          | 22          |
| 1984    | 2.     | 30     | 5.      | 51      | 7.     | 51     | 7.      | 36      | 2.          | 44          |
| 1984/85 | 10.    | 10     | –       | –       | 3.     | 70     | –       | –       | –           | –           |
| 1985/86 | 8.     | 12     | –       | –       | 2.     | 46     | –       | –       | –           | –           |

### Weltcupsiege
Frarier errang im Weltcup 27 Podestplätze, davon 7 Siege:
| Datum             | Ort          | Land       | Disziplin   |
| ----------------- | ------------ | ---------- | ----------- |
| 21. Januar 1984   | Breckenridge | USA        | Aerials     |
| 5. Februar 1984   | Courchevel   | Frankreich | Moguls      |
| 5. Februar 1984   | Courchevel   | Frankreich | Kombination |
| 27. Februar 1984  | Göstling     | Österreich | Kombination |
| 12. Dezember 1984 | Tignes       | Frankreich | Moguls      |
| 17. Januar 1986   | Lake Placid  | USA        | Moguls      |
| 25. Januar 1986   | Breckenridge | USA        | Moguls      |

### Weitere Erfolge
- Moguls-Gold bei den Europameisterschaften 1983